# Вейбрі
Ве́йбрі (ест. Veibri küla) — село в Естонії, у волості Луунья повіту Тартумаа.

## Населення
Чисельність населення на 31 грудня 2011 року становила 824 особи.

## Географія
Вейбрі лежить на лівому березі річки Емайиґі. Село безпосередньо межує з Ігасте, міським районом Тарту.